# Passeluoppal
Passeluoppal är en sjö i Gällivare kommun i Lappland och ingår i Luleälvens huvudavrinningsområde. Sjön har en area på 0,818 kvadratkilometer och ligger 606 meter över havet.

## Delavrinningsområde
Passeluoppal ingår i det delavrinningsområde (752910-157676) som SMHI kallar för Utloppet av Passeluoppal. Medelhöjden är 727 meter över havet och ytan är 10,26 kvadratkilometer. Räknas de 29 avrinningsområdena uppströms in blir den ackumulerade arean 1 016,37 kvadratkilometer. Vietasätno (Suntekårtje) som avvattnar avrinningsområdet har biflödesordning 2, vilket innebär att vattnet flödar genom totalt 2 vattendrag innan det når havet efter 369 kilometer. Avrinningsområdet består mestadels av kalfjäll (92 procent). Avrinningsområdet har 0,82 kvadratkilometer vattenytor vilket ger det en sjöprocent på 7,9 procent.